# Rathaus (Pasing)
Koordinaten: 48° 8′ 49,3″ N, 11° 27′ 45,1″ O

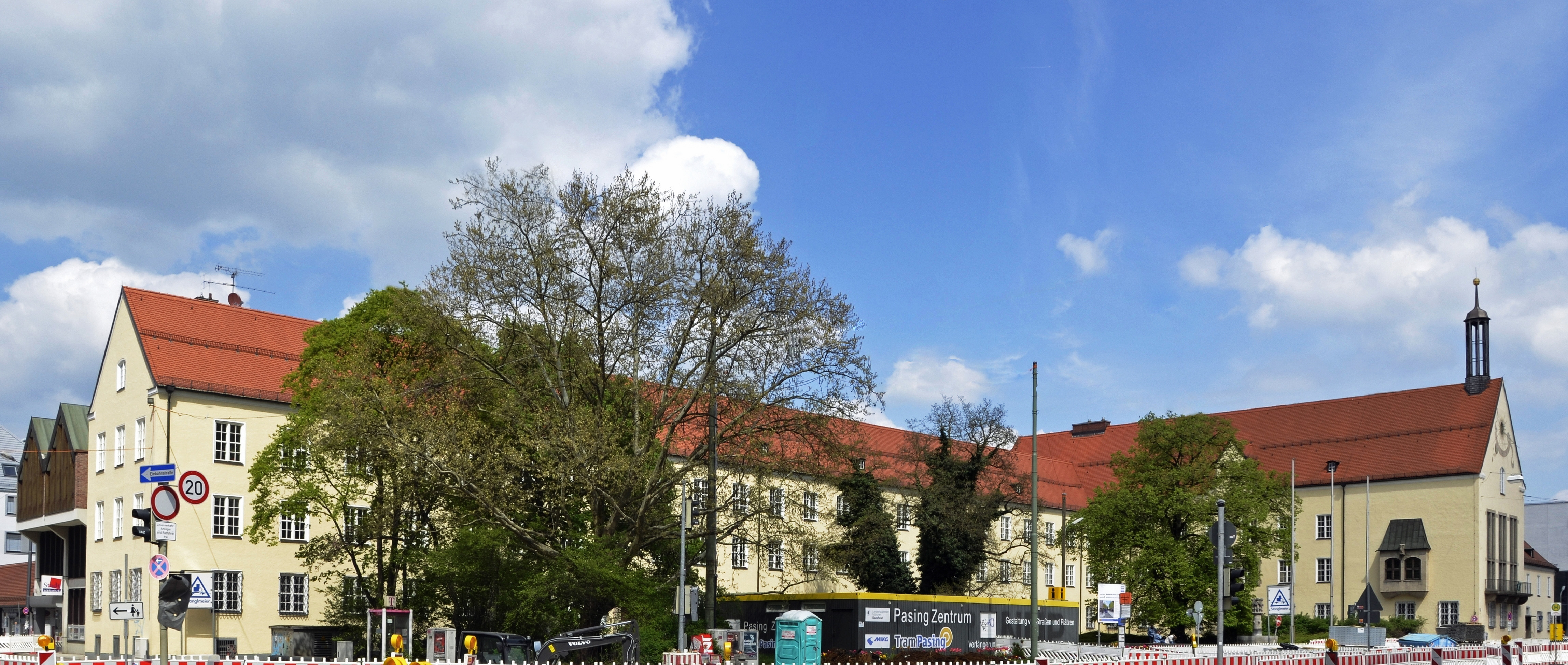
Pasinger Rathaus

Das Pasinger Rathaus ist das Rathaus der ehemals selbständigen Stadt Pasing. Pasing ist seit 1938 ein Stadtteil von München. Seitdem dient das Pasinger Rathaus als Außenstelle der Münchner Stadtverwaltung. Das Gebäude ist als Baudenkmal in die Bayerische Denkmalliste eingetragen.

## Lage
Das Pasinger Rathaus liegt an der Ecke Landsberger Straße / Bäckerstraße etwa 250 Meter südlich des Pasinger Bahnhofs und etwa 150 Meter nördlich des Alten Rathauses.

## Geschichte
Die Gemeindeverwaltung von Pasing war ab 1872 in dem Gemeindehaus an der Bäckerstraße untergebracht, an das 1899–1901 ein Erweiterungsbau angebaut wurde, in dem auch die Feuerwache untergebracht war. Nach der Stadterhebung wurde dies zum ersten Rathaus Pasings. 1905 wurde zunächst geplant, ein neues Rathaus am Pasinger Marienplatz zu errichten.
Aus Platz- und Kostengründen wurde das Gebäude jedoch an der damaligen Münchener Straße (heute Landsberger Straße) errichtet. Nach einer Bauzeit von fünfzehn Monaten wurde das Rathaus am 15. November 1937 an den Pasinger Oberbürgermeister Alois Wunder seiner Bestimmung übergeben. Lediglich ein halbes Jahr später verlor die Stadt Pasing ihre Selbständigkeit und wurde auf Anordnung der nationalsozialistischen Gauleitung am 1. April 1938 nach München eingemeindet.
Während des Zweiten Weltkriegs wurden 1944 der Westflügel durch eine Bombe und 1945 der Ostteil durch eine Luftmine zerstört. Nach dem Krieg wurde das Gebäude während der Amtszeit des Münchner Oberbürgermeisters Thomas Wimmer in seiner ursprünglichen Form wieder aufgebaut.

## Gebäude

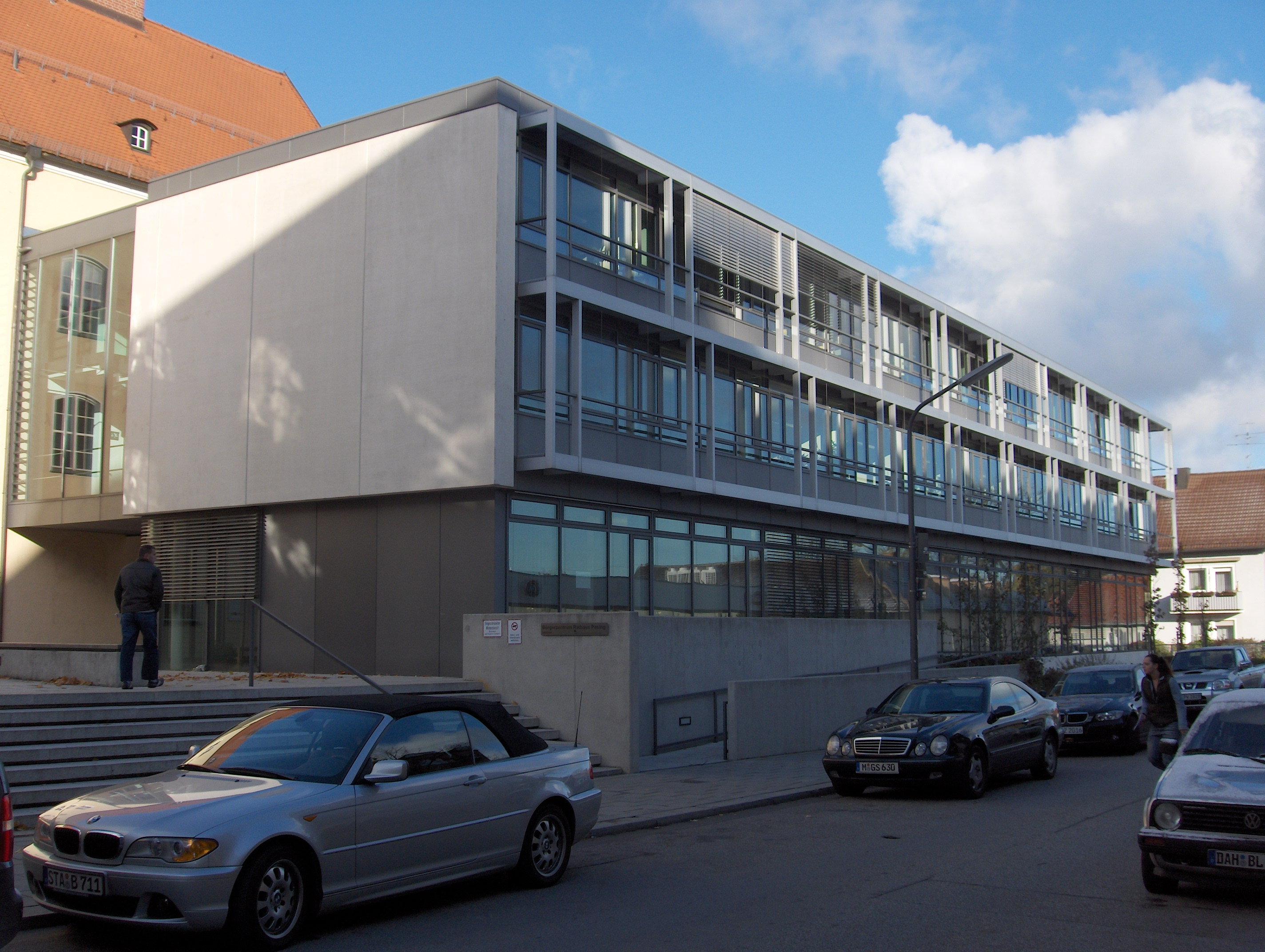
Bürgerzentrum Rathaus Pasing

Das Pasinger Rathaus mit 75 Räumen, Sitzungssaal und Nebenräumen wurde nach Plänen der Architekten Volbehr und Rettig für 450.000 Reichsmark erbaut.
Im Ratssaal hängt noch heute ein Gobelin des Nazi-Künstlers Bruno Goldschmitt aus dem Jahr 1938.
Am 7. Oktober 2002 wurde der Neubau, für 12,5 Millionen Euro, nach den Plänen der Architekten Landau und Kindlbacher, mit 49 Räumen und neuem Trausaal eröffnet.
Vor dem Rathaus wurde 1963 der von dem Pasinger Bildhauer Hans Osel geschaffene Hochzeitsbrunnen errichtet.

## Heutige Nutzung
Das heutige Bürgerzentrum Rathaus Pasing war die einzige Außenstelle der Münchner Stadtverwaltung, die direkt dem Münchner Oberbürgermeister unterstellt war. Diesen Status sicherte bis 31. März 2005 der Eingemeindungsvertrag vom 8. Januar 1938. Dieser Vertrag wurde, auf Wunsch von Oberbürgermeister Christian Ude, durch den Stadtrat aufgelöst und die Zuständigkeit an die Referate Direktorium, Sozialreferat und Kreisverwaltungsreferat übergeben.
Derzeit sind hier die Bezirksinspektion, ein Bürgerbüro, das Standesamt, das Sozialamt und der Bezirksausschuss 21 untergebracht.
Das Pasinger Rathaus wurde 1986 als weltweit erste Kommunaleinrichtung mit ISDN ausgestattet.

## Belege
1. ↑  Denkmalliste für München (PDF) beim Bayerischen Landesamt für Denkmalpflege. Abgerufen am 1. Juli 2020 (Denkmalnummer D-1-62-000-540)
2. ↑  Wo Politiker unter einem Nazi-Wandteppich tagen. In: sueddeutsche.de. 21. Januar 2016, abgerufen am 16. Juli 2018.